# Palhinha (labdarúgó, 1950)
Palhinha, születési nevén Vanderlei Eustáquio de Oliveira (Belo Horizonte, 1950. június 11. – 2023. július 17.) válogatott brazil labdarúgó, csatár, edző.

## Sikerei, díjai
Brazília
- Copa América
  - bronzérmes (2): 1975, 1979

 Cruzeiro
- Mineiro bajnokság
  - bajnok (6): 1969, 1972, 1973, 1974, 1975, 1984
- Copa Libertadores
  - győztes: 1976
  - gólkirály: 1976 (13 gól)

 Corinthians
- Paulista bajnokság
  - bajnok (2): 1977, 1979

 Atlético Mineiro
- Mineiro bajnokság
  - bajnok (2): 1980, 1981

 Vasco da Gama
- Carioca bajnokság
  - bajnok: 1982